# Ваберн (Гессен)
Ваберн (нім. Wabern) — громада в Німеччині, знаходиться в землі Гессен. Підпорядковується адміністративному округу Кассель. Входить до складу району Швальм-Едер.
Площа — 51,4 км2. Населення становить 7348 ос. (станом на 31 грудня 2020).